# Янмат, Дэрил
Дэ́рил Я́нмат (нидерл. Daryl Janmaat; род. 22 июля 1989, Лейдсендам, Южная Голландия) — нидерландский футболист, игравший на позиции правого защитника.
Выступал за сборную Нидерландов.

## Клубная карьера
Янмат — воспитанник академии «Фейеноорда». Свою профессиональную карьеру он начал в 2007 году в клубе АДО Ден Хааг, выступающий на тот момент в Эрстедивизи. Через год, в возрасте 19 лет, Дэрил подписал контракт с клубом Эредивизи «Херенвен». 23 октября 2009 года в матче Лиги Европы Янмат вышел на замену на 73-й минуте вместо норвежца Кристиана Гриндхейма и через три минуты получил красную карточку за стычку с Неманьей Пейчиновичем, но «Херенвен» смог удержать победу 1:0. После отбытия дисквалификации, 16 декабря 2009 года Дэрил забил в своём следующем матче Лиги Европы, забив последний гол своей команды в матче с «Вентспилсом», но этой победы оказалось недостаточно для выхода в плей-офф. В первом же сезоне в составе «суперфризов» он выиграл Кубок Нидерландов.

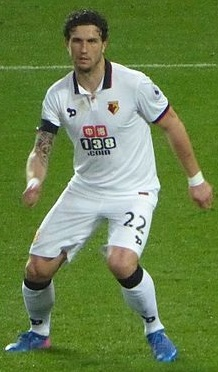
Янмат в составе «Уотфорда»

Летом 2012 года, после окончания контракта с «Херенвеном», Янмат вернулся в «Фейеноорд». 9 декабря 2012 года он получил две жёлтые карточки в течение одной минуты и был удалён, когда «Фейеноорд» сыграл вничью 2:2 с НАК Бреда в игре чемпионата. 17 марта 2013 года он забил победный гол в ворота «Утрехт».
В июле 2014 года перешёл в английский «Ньюкасл Юнайтед». 17 августа 2014 года он дебютировал за клуб, сыграв все 90 минут, когда «Ньюкасл» начал сезон в Премьер-лиге с домашнего поражения 0:2 от «Манчестер Сити». 30 августа Янмат забил свой первый гол за клуб в матче против «Кристал Пэлас». В течение сезона он ассистировал голам в матчах против «Вест Бромвич Альбион», «Бернли», «Кристал Пэлас» и «Астон Виллы». За его выступления в обороне Янмат был объявлен игроком года по версии болельщиков «Ньюкасл Юнайтед».
24 августа 2016 года перешёл в «Уотфорд» за 7,5 миллионов фунтов стерлингов. 12 октября 2020 года клуб подтвердил, что Янмат ушёл свободным агентом.
29 декабря 2020 года Янмат подписал контракт с АДО Ден Хааг в качестве свободного агента.
Летом 2022 года объявил о завершении игровой карьеры и получил должность технического менеджера в АДО, подписав контракт на два года. 17 ноября 2022 года покинул должность по собственному желанию.

## Международная карьера
7 сентября 2012 года Янмат дебютировал в составе сборной Нидерландов в матче отборочного турнира к ЧМ-2014 против Турции. Он отыграл все 90 минут, внеся свой вклад в победу сборной 2:0. 31 мая 2014 года он был включён тренером национальной команды Луи Ван Галом в финальную заявку из 23 человек на чемпионате мира в Бразилии. 13 июня Янмат сыграл свою первую игру на турнире, когда Нидерланды разгромили действующих чемпионов мира и Европы испанцев 5:1. В матче плей-офф за третье место против сборной Бразилии, он вышел на замену вместо Дейли Блинда и отдал передачу на Джорджиньо Вейналдума, а Нидерланды победили 3:0.

## Статистика

### Матчи Янмата за сборную Нидерландов
| Матчи Янмата за сборную Нидерландов | Матчи Янмата за сборную Нидерландов | Матчи Янмата за сборную Нидерландов | Матчи Янмата за сборную Нидерландов | Матчи Янмата за сборную Нидерландов | Матчи Янмата за сборную Нидерландов |
| ----------------------------------- | ----------------------------------- | ----------------------------------- | ----------------------------------- | ----------------------------------- | ----------------------------------- |
| №                                   | Дата                                | Соперник                            | Счёт                                | Голы Янмата                         | Соревнование                        |
| 1                                   | 7 сентября 2012                     | Турция                              | 2:0                                 | —                                   | Чемпионат мира 2014 (отбор)         |
| 2                                   | 12 октября 2012                     | Андорра                             | 3:0                                 | —                                   | Чемпионат мира 2014 (отбор)         |
| 3                                   | 14 ноября 2012                      | Германия                            | 0:0                                 | —                                   | Товарищеский матч                   |
| 4                                   | 6 февраля 2013                      | Италия                              | 1:1                                 | —                                   | Товарищеский матч                   |
| 5                                   | 22 марта 2013                       | Эстония                             | 3:0                                 | —                                   | Чемпионат мира 2014 (отбор)         |
| 6                                   | 26 марта 2013                       | Румыния                             | 4:0                                 | —                                   | Чемпионат мира 2014 (отбор)         |
| 7                                   | 7 июня 2013                         | Индонезия                           | 3:0                                 | —                                   | Товарищеский матч                   |
| 8                                   | 11 июня 2013                        | Китай                               | 2:0                                 | —                                   | Товарищеский матч                   |
| 9                                   | 6 сентября 2013                     | Эстония                             | 2:2                                 | —                                   | Чемпионат мира 2014 (отбор)         |
| 10                                  | 10 сентября 2013                    | Андорра                             | 2:0                                 | —                                   | Чемпионат мира 2014 (отбор)         |
| 11                                  | 11 октября 2013                     | Венгрия                             | 8:1                                 | —                                   | Чемпионат мира 2014 (отбор)         |
| 12                                  | 15 октября 2013                     | Турция                              | 2:0                                 | —                                   | Чемпионат мира 2014 (отбор)         |
| 13                                  | 16 ноября 2013                      | Япония                              | 2:2                                 | —                                   | Товарищеский матч                   |
| 14                                  | 17 мая 2014                         | Эквадор                             | 1:1                                 | —                                   | Товарищеский матч                   |
| 15                                  | 31 мая 2014                         | Гана                                | 1:0                                 | —                                   | Товарищеский матч                   |
| 16                                  | 4 июня 2014                         | Уэльс                               | 2:0                                 | —                                   | Товарищеский матч                   |
| 17                                  | 13 июня 2014                        | Испания                             | 5:1                                 | —                                   | Чемпионат мира 2014                 |
| 18                                  | 18 июня 2014                        | Австралия                           | 3:2                                 | —                                   | Чемпионат мира 2014                 |
| 19                                  | 23 июня 2014                        | Чили                                | 2:0                                 | —                                   | Чемпионат мира 2014                 |
| 20                                  | 9 июля 2014                         | Аргентина                           | 0:0 (2:4 пен.)                      | —                                   | Чемпионат мира 2014                 |
| 21                                  | 12 июля 2014                        | Бразилия                            | 3:0                                 | —                                   | Чемпионат мира 2014                 |
| 22                                  | 4 сентября 2014                     | Италия                              | 0:2                                 | —                                   | Товарищеский матч                   |
| 23                                  | 9 сентября 2014                     | Чехия                               | 1:2                                 | —                                   | Чемпионат Европы 2016 (отбор)       |
| 24                                  | 31 марта 2015                       | Испания                             | 2:0                                 | —                                   | Товарищеский матч                   |
| 25                                  | 5 июня 2015                         | США                                 | 3:4                                 | —                                   | Товарищеский матч                   |
| 26                                  | 12 июня 2015                        | Латвия                              | 2:0                                 | —                                   | Чемпионат Европы 2016 (отбор)       |
| 27                                  | 13 ноября 2015                      | Уэльс                               | 3:2                                 | —                                   | Товарищеский матч                   |
| 28                                  | 6 сентября 2016                     | Швеция                              | 1:1                                 | —                                   | Чемпионат мира 2018 (отбор)         |
| 29                                  | 7 октября 2017                      | Беларусь                            | 3:1                                 | —                                   | Чемпионат мира 2018 (отбор)         |
| 30                                  | 10 октября 2017                     | Швеция                              | 2:0                                 | —                                   | Чемпионат мира 2018 (отбор)         |
| 31                                  | 31 мая 2018                         | Словакия                            | 1:1                                 | —                                   | Товарищеский матч                   |
| 32                                  | 4 июня 2018                         | Италия                              | 1:1                                 | —                                   | Товарищеский матч                   |
| 33                                  | 6 сентября 2018                     | Перу                                | 2:1                                 | —                                   | Товарищеский матч                   |
| 34                                  | 9 сентября 2018                     | Франция                             | 1:2                                 | —                                   | Лига наций УЕФА 2018/2019           |

Итого: 34 матча / 0 голов; 21 победа, 8 ничьих, 5 поражений.

## Достижения
«Херенвен»
- Кубок Нидерландов: 2008/09

Сборная Нидерландов
- Бронзовый призёр чемпионата мира 2014[25]